# Cryonic Temple
Cryonic Temple – powermetalowy zespół ze Szwecji. Nazwę zespołu wymyślili Johan i Esa po obejrzeniu dokumentu o kriotechnologii. 

## Muzycy
- Leif Collin - gitara
- Sebastion Olsson - perkusja
- Johan Johansson - wokal
- Janne Söderlund - keyboard
- Esa Ahonen - gitara

## Dyskografia
- Cloosing the Book / End of the Beginning (demo) (1997)
- Seasons in Hell (demo) (1997)
- Jailbird (demo) (1998)
- Before the End (demo) (1998)
- Demotrack compilation (demo) (1998)
- Demo 1999 (demo) (1999)
- Warsong (demo) (2000)
- Chapter I (2002)
- Blood, Guts & Glory (2003)
- In Thy Power (2005)
- Immortal (2008)